# Stade Sébastien Charléty
Stade Sébastien Charléty – stadion sportowy w Paryżu. Obecnie rozgrywane są tam głównie mecze rugby. Oficjalna pojemność stadionu wynosi 20 000 miejsc.
Stadion został zbudowany w 1938 roku, na bazie projektu francuskiego architekta, Bernarda Zehrfussa.
Oprócz meczów rugby na stadionie rozgrywane były domowe mecze zespołu piłkarskiego Paris FC. Od sezonu 2025/2026 Paris FC rozgrywa swoje mecze na stadionie Stade Jean-Bouin.
W maju 1968 roku na stadionie odbyło się wielkie spotkanie związku studentów francuskich, na którym zjawiło się od 30 000 do 50 000 osób. Było to jedno z najważniejszych wydarzeń podczas majowych protestów studenckich.